# Bóndi
Bóndi är en bergstopp i republiken Island. Den ligger i regionen Norðurland eystra, 230 km nordost om huvudstaden Reykjavík. Toppen på Bóndi är 1 350 meter över havet.
Trakten runt Bóndi är nära nog obefolkad, med mindre än två invånare per kvadratkilometer. Närmaste större samhälle är Akureyri, omkring 13 kilometer nordost om Bóndi. Trakten runt Bóndi består i huvudsak av gräsmarker.